# 摩耶山送信所
摩耶山送信所（まやさんそうしんしょ）は、兵庫県神戸市灘区摩耶山にあるテレビジョン放送とFMラジオ放送の親局及びテレビジョン放送の大規模中継局である。NHK神戸放送局の総合放送系統とサンテレビジョン、Kiss FM KOBEが親局送信所、その他の在阪広域局は中継局である。なお、本項では、2016年に廃局したジャパン・モバイルキャスティングの神戸中継局、2019年4月1日に開局したラジオ関西のFM補完中継局についても併せて記述する。

## 放送区域
親局と中継局とでは設置目的が違うため放送区域も大きく異なる。また、その中でもNHKと民放とでは放送区域に僅かな差異が存在する。
FM放送に関しては、Kiss FM KOBEが2003年4月に全国FM放送協議会（JFN）に加盟した事により、これまで摩耶山山頂以北でFM大阪が聴取不可能だった地域でもTOKYO FM制作の全国ネットの番組が聴取出来るようになった。

### NHK総合・サンテレビジョン
- 種別：親局

地上デジタル放送におけるこの送信所の電波法に定める放送区域（1mV/m）は兵庫県神戸市（東灘区、灘区、兵庫区、長田区、須磨区、垂水区、中央区、西区）、明石市、加古郡稲美町、播磨町及び大阪府大阪市（此花区、西淀川区）、泉大津市の全域並びに兵庫県神戸市（北区）、姫路市、尼崎市、西宮市、洲本市、芦屋市、伊丹市、加古川市、三木市、高砂市、小野市、加西市、南あわじ市、淡路市、加東市、大阪府池田市、豊中市、箕面市、吹田市、大阪市（福島区、港区、大正区、淀川区、住之江区）、堺市（堺区、西区）、高石市、岸和田市、泉佐野市、貝塚市、泉南市、和泉市、泉南郡田尻町、岬町、泉北郡忠岡町、和歌山県和歌山市の各一部、160万6197世帯（サンテレビ）もしくは125万3179世帯（NHK神戸）である。
北方向には送信されていないため、北方向及び北方向以外で摩耶山の山陰になる地域は西宮山口中継局等、麓の多くの中継局でカバーしている。

### NHK教育・広域民放
- 種別：中継局

この中継局の電波法に定める放送区域（1mV/m）は兵庫県神戸市（灘区、須磨区、北区、中央区、西区）及び三木市の各一部、約7万世帯である。
六甲山地の北側（三田市・丹波篠山市方向）から西側（西区・明石市方向）の地域は大阪本局の電波が届かないため、全てがこの中継局経由の受信となる。それに対し、六甲山地の東側（芦屋市・西宮市・尼崎市方向）から南側（中央区方向）の地域では大阪本局からの電波が充分に届くため、それらの地域には電波が飛ばないようこの中継局の電波は西方向に指向性がかけられている。北方向には送信されていない。
西・北方向及び西方向で摩耶山の山陰になる地域は麓の多くの中継局でカバーしている。

## 歴史
- 1969年（昭和44年）4月5日 - サンテレビが試験放送開始。5月1日正式開局。
- 1971年（昭和46年）5月24日 - NHK神戸総合テレビジョンが放送開始。
- 1979年（昭和54年）
  - 3月17日 - NHK大阪教育テレビジョン神戸中継局が放送開始。[4]
  - 5月10日 - 在阪広域民放が放送開始。
- 2004年（平成16年）12月1日 - NHK及びサンテレビがデジタル放送開始。
- 2006年（平成18年）3月1日 - 在阪広域民放がデジタル放送開始。
- 2011年（平成23年）7月24日 - テレビのアナログ放送が停波、デジタル放送に完全移行。

### アナアナ変換
この中継局もデジタル放送開始にあわせて全国的に行われた現行アナログチャンネルの移行、いわゆる「アナアナ変換」の対象となり、2003年9月16日より対策を開始、翌年2004年7月26日には旧チャンネルを停波し新チャンネルに移行した。対象となったアナログチャンネルはNHK大阪教育（26ch→45ch）、MBS毎日放送（18ch→31ch）、ABC朝日放送（20ch→41ch）、KTV関西テレビ放送（22ch→43ch）及びytv読売テレビ放送（24ch→47ch）の計5波である。対策世帯は約18万1千世帯。
停波した旧アナログチャンネルのうち、18chと24chは大阪本局でTVOとNHK大阪総合のデジタルチャンネルとして、22chと26chはこの送信所や兵庫県内各地の中継局でNHK神戸総合とサンテレビのデジタルチャンネルとして使用されている。

### 地上デジタル放送
在阪局は大阪本局から2003年12月1日に地上デジタル放送を開始していたため、生駒山を受信する世帯では在阪局に限り地上デジタル放送の視聴が可能であった。
一方、この送信所では在神局であるSUNとNHK神戸総合の各親局、及び一部在阪広域局であるNHK大阪教育神戸中継局のデジタル放送がそれから1年後の2004年12月1日に開始することが決定した。それに先立ち、SUNは2003年12月18日、NHK神戸・大阪は2004年9月10日にそれぞれ総務省より予備免許が交付され、予定通り2004年12月1日に本放送を開始した。
残る在阪広域民放4社の神戸中継局は2006年2月16日に総務省より予備免許が交付され、翌月3月1日より本放送を開始した。
2011年7月24日23時59分を以てテレビのアナログ放送が終了し、デジタル放送に完全移行した。

## 施設
送信施設は六甲山系の中央に位置する摩耶山（標高698.6m、最高地点702m）の山頂に位置する。SUNとNHK（神戸・大阪）はそれぞれが単独で使用し、在阪民放であるMBS、ABC、KTV並びにytvは共同で使用している。SUNは摩耶ロープウェー星の駅隣りに存在し、そこから約200m西に在阪民放とNHKの送信施設がそれぞれ存在する。

### サンテレビジョン
- 所在地：兵庫県神戸市灘区摩耶山町2番地の2

親局。関係各局で最初に開局した。

### NHK神戸放送局
- 所在地：兵庫県神戸市灘区摩耶山町2番地の7

NHK神戸が県域放送である総合テレビの親局を、NHK大阪が広域放送（厳密には全国放送）である教育テレビの神戸中継局を、それぞれ設置しているが、当然の如く管理は神戸局が一括して行う（大阪以外の1府4県にある送信所も全て同様に地元放送局が保守責任を負う。これは総合も広域放送である南関東1都3県の東京都外の中継局も同様）。サテライト局である教育神戸中継局の設置目的は隣接する在阪広域民放と同一であるため、放送区域などの局所規模は民放とほぼ同一である。

### MBS・ABC・KTV・ytv
- 所在地：兵庫県神戸市灘区摩耶山

在阪広域民放4社が共同で設置。

## 地上デジタルテレビジョン放送送信設備
| リモコン キーID   | 放送局名                      | コールサイン | 物理 チャンネル | 空中線電力 | ERP    | 放送対象 地域 | 放送区域 内世帯数 |
| ----------------- | ----------------------------- | ------------ | --------------- | ---------- | ------ | ------------- | ----------------- |
| 1                 | NHK 神戸総合 神戸本局         | JOPP-DTV     | 22ch            | 1kW        | 5.2kW  | 兵庫県        | 125万3179世帯     |
| 2                 | NHK 大阪教育 神戸局           | 中継局       | 13ch            | 3W         | 72W    | 全国          | 約7万世帯         |
| 3                 | SUN サンテレビジョン 神戸本局 | JOUH-DTV     | 26ch            | 1kW        | 5.89kW | 兵庫県        | 160万6197世帯     |
| 4                 | MBS 毎日放送 神戸局           | 中継局       | 16ch            | 3W         | 71W    | 近畿広域圏    | 約7万世帯         |
| 6                 | ABC 朝日放送テレビ 神戸局     | 中継局       | 15ch            | 3W         | 71W    | 近畿広域圏    | 約7万世帯         |
| 8                 | KTV 関西テレビ放送 神戸局     | 中継局       | 17ch            | 3W         | 71W    | 近畿広域圏    | 約7万世帯         |
| 10                | ytv 読売テレビ放送 神戸局     | 中継局       | 14ch            | 3W         | 71W    | 近畿広域圏    | 約7万世帯         |
| ※全局に指向性あり |                               |              |                 |            |        |               |                   |

## 地上アナログテレビジョン放送送信設備（廃止）
| ch                                                      | 放送局名             | コールサイン | 空中線電力          | ERP                  | 放送対象 地域 | 放送区域 内世帯数 | 放送終了日     |
| ------------------------------------------------------- | -------------------- | ------------ | ------------------- | -------------------- | ------------- | ----------------- | -------------- |
| 28                                                      | NHK 神戸総合         | JOPP-TV      | 映像10kW/ 音声2.5kW | 映像59kW/ 音声14.5kW | 兵庫県        | -                 | 2011年 7月24日 |
| 36                                                      | SUN サンテレビジョン | JOUH-TV      | 映像10kW/ 音声2.5kW | 映像56kW/ 音声14kW   | 兵庫県        | -                 | 2011年 7月24日 |
| 31                                                      | MBS 毎日放送         | なし         | 映像30W/ 音声7.5W   | 映像650W/ 音声160W   | 近畿広域圏    | 約18万1千世帯     | 2011年 7月24日 |
| 41+                                                     | ABC 朝日放送         | なし         | 映像30W/ 音声7.5W   | 映像650W/ 音声160W   | 近畿広域圏    | 約18万1千世帯     | 2011年 7月24日 |
| 43+                                                     | KTV 関西テレビ放送   | なし         | 映像30W/ 音声7.5W   | 映像650W/ 音声160W   | 近畿広域圏    | 約18万1千世帯     | 2011年 7月24日 |
| 45+                                                     | NHK 大阪教育         | なし         | 映像30W/ 音声7.5W   | 映像690W/ 音声170W   | 全国          | 約18万1千世帯     | 2011年 7月24日 |
| 47                                                      | ytv 読売テレビ放送   | なし         | 映像30W/ 音声7.5W   | 映像650W/ 音声160W   | 近畿広域圏    | 約18万1千世帯     | 2011年 7月24日 |
| ※全局に指向性あり ※41ch、43ch、45chはオフセット+10kHz局 |                      |              |                     |                      |               |                   |                |

## FMラジオ放送送信設備
| 周波数 （MHz）                                | 放送局名                            | コールサイン | 空中線電力 | ERP   | 放送対象 地域 | 放送区域 内世帯数 | 備考                                         |
| --------------------------------------------- | ----------------------------------- | ------------ | ---------- | ----- | ------------- | ----------------- | -------------------------------------------- |
| 86.5                                          | NHK 神戸FM                          | JOPP-FM      | 500W       | 810W  | 兵庫県        | -                 | -                                            |
| 89.9                                          | 兵庫エフエム放送 愛称：Kiss FM KOBE | JOIV-FM      | 1kW        | 3.7kW | 兵庫県        | -                 | -                                            |
| 91.1                                          | CRK ラジオ関西                      | -            | 1kW        | 930w  | 兵庫県        | 約4,430,000世帯   | 2018年8月22日予備免許 2019年4月1日本放送開始 |
| - 局名はいずれも神戸局。 - 全局に指向性あり。 |                                     |              |            |       |               |                   |                                              |

## マルチメディア放送送信設備
| 周波数（MHz） | 放送局名                           | 空中線電力 | ERP  | 放送区域             | 放送区域 内世帯数 |
| ------------- | ---------------------------------- | ---------- | ---- | -------------------- | ----------------- |
| 214.714286    | ジャパン・ モバイル キャスティング | 5kW        | 35kW | 兵庫県と大阪府の一部 | -                 |

- 2012年11月28日に予備免許交付、2013年1月10日から試験放送[11]実施、2月25日に本免許交付、2月27日から本放送開始[12]。2016年6月30日放送終了、廃局。